# Cenobitství
Cenobitství je formou křesťanského asketismu, kterou charakterizuje život ve společenství. Existovala zároveň s poustevnictvím jako formou zaměřenou na samostatný život v odloučení. První známé cenobitské společenství založil Pachomios v roce 318. Svatý Benedikt z Nursie definuje cenobity jako ty, kdo „žijí v klášteře, podrobeni řeholi a představenému (abbas)“. Zjednodušeně řečeno jde o formu organizovaného soužití mnišského společenství.

## Pachomiovo cenobitské společenství
První klášter založil Pachomios v roce 318 a vytvořil pro cenobitní společenství speciální pravidla – řeholi – která stanovovala režim dne, rovnoměrné rozdělení práce a modliteb apod. Tahle forma mnišského života není vyloženě klášterním společenstvím v dnešním slova smyslu. Mniši sice tráví určitou část dne společně, ale každý obývá vlastní malou celu a většinu dne tráví osamoceně. Mniši nemají vlastní majetek; všechno, co potřebují dostanou v klášteře a výsledky jejich práce rovněž připadnou klášteru.
Pachomios původně věřil, že k soužití ve společenství postačí výuka příkladem ve vztahu mezi učitelem a žákem. Na základě vlastní špatné zkušenosti s neposlušnými mnichy byl ale nucen vytvořit striktní pravidla klášterního života.
Ke konci Pachomiova života žilo v klášteře zhruba 3000 mnichů obojího pohlaví – Pachomiova řehole neoddělovala přísným způsobem muže a ženy, jako tomu bylo později.
V Pachomiově cenobitním společenství se objevovala tzv. akédie, což by se v dnešním jazyce dalo nazvat vyhořením či netečnost – polední démon. Mnich začne přemýšlet o jiném životě, který by třeba byl lepší než ten v klášteře a nakonec z kláštera odchází. Lékem proti tomu měla být pravidelná manuální práce. Představeným cenobitního společenství byl převor nebo převorka, kterého si volilo samo společenství. Byl především duchovním vůdcem a učitelem.

## Vliv Pachomiova cenobitství
Cenobitní forma společenství se postupně rozšířila přes Palestinu do Konstantinopole a od roku 340 i směrem na západ.
Pachomiova řehole se stala základem pro další podobné texty, navázala na ni například Benediktova řehole.